# Ariel Vromen
Ariel Vromen (né le 14 février 1973) est un réalisateur et scénariste américain d'origine israélienne. Il est surtout connu pour avoir réalisé le film The Iceman (2012).

## Biographie
Vromen grandit à Ramat Aviv, Tel Aviv-Jaffa. À l'âge de 12 ans, ses parents lui offrent une caméra 8mm. Adolescent, il tourne et réalise des courts métrages avec ses amis.
Ariel Vromen fait son service militaire dans l'unité 669 (en). Après son service, il étudie le droit en Angleterre.
À l'âge de 28 ans, il intègre une école de cinéma à New York.
En 2001, il écrit et réalise le court métrage Jewel of the Sahara (en), mettant en vedette Gerard Butler.
En 2005, après avoir visionné un documentaire sur le tueur en série Richard Kuklinski, Vromen commence à travailler sur The Iceman, qu'il co-écrit avec Morgan Land.

## Filmographie
- Jewel of the Sahara (en) (2001) - short film
- Rx (2005)
- Danika (en) (2006)
- The Iceman (2012)
- Criminal : Un espion dans la tête (2016)
- Skeptical (TBA) - film documentaire
- 2018 : L'Ange du Mossad (The Angel)
- 2019 : Rambo: Last Blood d'Adrian Grunberg (producteur délégué)
- 2024 : 1992